# Al-Dschufair
al-Dschufair (arabisch الجفير, DMG al-Ǧufair) ist eine Siedlung mit 66 Einwohnern (Stand: Zensus von 2020) im Sultanat Oman. Sie liegt im Gebiet der Wilaya Dank innerhalb des Gouvernements az-Zahira.